# Mërgim Mavraj
Mërgim Mavraj (Hanau, 9 giugno 1986) è un ex calciatore tedesco naturalizzato albanese, difensore.

## Biografia
Nato e cresciuto ad Hanau in Germania, è di origini albanesi-kosovare.

## Carriera

### Club

#### Gli inizi nel Darmstadt
Inizia a giocare nel Darmstadt, squadra della Regionalliga, la terza serie tedesca, fino alla stagione 2006-2007, collezionando 38 presenze e 2 gol.

#### Bochum
Nel 2007 viene acquistato dal Bochum per 350.000 euro, squadra militante nella Bundesliga, dove rimane per quattro stagioni, fino al gennaio del 2011, mettendo a referto 65 presenze ed un gol in Bundesliga, più altre 2 presenze in Coppa di Germania.

#### Greuther Fürth
Nel gennaio 2011, passa al Greuther Fürth per una cifra vicina ai 200.000 euro, squadra militante ai tempi in Zweite Liga, seconda serie tedesca, con la quale firma un contratto di 3 anni e mezzo con scadenza il 30 giugno 2014. Con la maglia dei bianco-verdi gioca per due stagioni in Zweite Liga, nel 2012 conquista la promozione in Bundesliga come prima in classifica e giocando nella stagione successiva in Bundesliga 2012-2013 in 32 occasioni, concludendo però la stagione con la retrocessione come squadra ultima classificata in Zweite Liga. Nella stagione 2013-2014 riesce a conquistare il 3º posto in classifica con la squadra, con la possibilità di giocarsi la promozione nello spareggio contro l'Amburgo, terzultimo in Bundesliga, spareggio che però alla fine non regala la promozione, ma che li costringe ad un'altra stagione in Zweite Liga.
Diventato uno dei giocatori più importanti, una delle colonne della squadra, è stato anche il capitano del Greuther Fürth nella stagione 2012-2013.

#### Colonia
Il 22 maggio 2014 il Colonia, appena neopromossa in Bundesliga, comunica il suo ingaggio a parametro zero, firmando un contratto triennale con scadenza il 30 giugno 2017. Fa il suo debutto in campionato il 18 ottobre 2014 contro il Borussia Dortmund partita poi terminata con la vittoria del Colonia per 2-1.

#### Amburgo ed Arīs Salonicco
Il 1º gennaio 2017 viene acquistato a titolo definitivo dall'Amburgo per 1,8 milioni di euro e firma un contratto di 2 anni e mezzo con scadenza il 30 giugno 2019. Il 18 luglio 2018 rescinde consensualmente il suo contratto che lo legava all'Amburgo a causa di alcune divergenze avute con l'allenatore.
Il 14 settembre 2018 sottoscrive un contratto biennale con la squadra greca dell'Arīs Salonicco.

### Nazionale
Essendo nato e cresciuto in Germania, inizialmente gioca con la Nazionale tedesca Under-21, con la quale colleziona 2 presenze e rimane disponibile per le rappresentative tedesche fino al 2012.
Nel 2012 decide di giocare invece per l'Albania, visto che è di origini albanesi-kosovare, ed una volta presa la deciso di giocare per la Nazionale albanese, ha ottenuto la sua prima convocazione dal CT Gianni De Biasi, il quale lo ha fatto diventare subito uno dei titolari ed uno dei punti di forza della Nazionale albanese.
L'8 giugno 2014 segna il suo primo gol con la maglia dell'Albania nella partita amichevole contro il San Marino, partita poi terminata con la vittoria degli albanesi per 0 a 3.
Viene convocato per gli Europei 2016 in Francia.

## Statistiche

### Presenze e reti nei club
Statistiche aggiornate al 6 marzo 2021.
| Stagione              | Squadra               | Campionato            | Campionato | Campionato | Coppe nazionali | Coppe nazionali | Coppe nazionali | Coppe continentali | Coppe continentali | Coppe continentali | Altre coppe | Altre coppe | Altre coppe | Totale | Totale |
| Stagione              | Squadra               | Comp                  | Pres       | Reti       | Comp            | Pres            | Reti            | Comp               | Pres               | Reti               | Comp        | Pres        | Reti        | Pres   | Reti   |
| --------------------- | --------------------- | --------------------- | ---------- | ---------- | --------------- | --------------- | --------------- | ------------------ | ------------------ | ------------------ | ----------- | ----------- | ----------- | ------ | ------ |
| 2005-2006             | Darmstadt             | RLS                   | 13         | 2          | CG              | 0               | 0               | -                  | -                  | -                  | -           | -           | -           | 13     | 2      |
| 2006-2007             | Darmstadt             | RLS                   | 25         | 0          | CG              | 0               | 0               | -                  | -                  | -                  | -           | -           | -           | 25     | 0      |
| Totale Darmastadt     | Totale Darmastadt     | Totale Darmastadt     | 38         | 2          |                 | 0               | 0               |                    | -                  | -                  |             | -           | -           | 38     | 2      |
| 2007-gen. 2008        | Bochum II             | RLW                   | 8          | 1          | CG              | 0               | 0               | -                  | -                  | -                  | -           | -           | -           | 8      | 1      |
| gen.-giu. 2008        | Bochum                | BL                    | 2          | 1          | CG              | 0               | 0               | -                  | -                  | -                  | -           | -           | -           | 2      | 1      |
| 2008-2009             | Bochum                | BL                    | 23         | 0          | CG              | 0               | 0               | -                  | -                  | -                  | -           | -           | -           | 23     | 0      |
| 2009-2010             | Bochum                | BL                    | 27         | 0          | CG              | 1               | 0               | -                  | -                  | -                  | -           | -           | -           | 28     | 0      |
| 2010-gen. 2011        | Bochum                | ZL                    | 13         | 0          | CG              | 1               | 0               | -                  | -                  | -                  | -           | -           | -           | 14     | 0      |
| Totale Bochum         | Totale Bochum         | Totale Bochum         | 65         | 1          |                 | 2               | 0               |                    | -                  | -                  |             | -           | -           | 67     | 1      |
| gen.-giu. 2011        | Greuther Fürth        | ZL                    | 13         | 0          | CG              | 0               | 0               | -                  | -                  | -                  | -           | -           | -           | 13     | 0      |
| 2011-2012             | Greuther Fürth        | ZL                    | 31         | 2          | CG              | 5               | 1               | -                  | -                  | -                  | -           | -           | -           | 36     | 3      |
| 2012-2013             | Greuther Fürth        | BL                    | 32         | 0          | CG              | 1               | 0               | -                  | -                  | -                  | -           | -           | -           | 33     | 0      |
| 2013-2014             | Greuther Fürth        | ZL                    | 29+2       | 1+0        | CG              | 1               | 0               | -                  | -                  | -                  | -           | -           | -           | 32     | 1      |
| 2014-2015             | Colonia               | BL                    | 15         | 0          | CG              | 2               | 0               | -                  | -                  | -                  | -           | -           | -           | 17     | 0      |
| 2015-2016             | Colonia               | BL                    | 12         | 0          | CG              | 0               | 0               | -                  | -                  | -                  | -           | -           | -           | 12     | 0      |
| 2016-gen. 2017        | Colonia               | BL                    | 16         | 0          | CG              | 1               | 0               | -                  | -                  | -                  | -           | -           | -           | 17     | 0      |
| Totale Colonia        | Totale Colonia        | Totale Colonia        | 43         | 0          |                 | 3               | 0               |                    | -                  | -                  |             | -           | -           | 46     | 0      |
| gen.-giu. 2017        | Amburgo               | BL                    | 14         | 0          | CG              | 2               | 0               | -                  | -                  | -                  | -           | -           | -           | 16     | 0      |
| 2017-2018             | Amburgo               | BL                    | 17         | 0          | CG              | 1               | 0               | -                  | -                  | -                  | -           | -           | -           | 18     | 0      |
| Totale Amburgo        | Totale Amburgo        | Totale Amburgo        | 31         | 0          |                 | 3               | 0               |                    | -                  | -                  |             | -           | -           | 34     | 0      |
| 2018-gen. 2019        | Arīs Salonicco        | SL                    | 5          | 0          | CG              | 2               | 0               | -                  | -                  | -                  | -           | -           | -           | 7      | 0      |
| gen.-giu. 2019        | Ingolstadt 04         | ZL                    | 12+2       | 0          | CG              | 0               | 0               | -                  | -                  | -                  | -           | -           | -           | 14     | 0      |
| 2019-2020             | Greuther Fürth        | ZL                    | 23         | 0          | CG              | 1               | 0               | -                  | -                  | -                  | -           | -           | -           | 24     | 0      |
| 2020-2021             | Greuther Fürth        | ZL                    | 17         | 0          | CG              | 0               | 0               | -                  | -                  | -                  | -           | -           | -           | 17     | 0      |
| Totale Greuther Fürth | Totale Greuther Fürth | Totale Greuther Fürth | 145+2      | 3+0        |                 | 8               | 1               |                    | -                  | -                  |             | -           | -           | 155    | 4      |
| Totale carriera       | Totale carriera       | Totale carriera       | 347+4      | 7+0        |                 | 18              | 1               |                    | -                  | -                  |             | -           | -           | 369    | 8      |

### Cronologia presenze e reti in nazionale
| Cronologia completa delle presenze e delle reti in nazionale ― Albania | Cronologia completa delle presenze e delle reti in nazionale ― Albania | Cronologia completa delle presenze e delle reti in nazionale ― Albania | Cronologia completa delle presenze e delle reti in nazionale ― Albania | Cronologia completa delle presenze e delle reti in nazionale ― Albania | Cronologia completa delle presenze e delle reti in nazionale ― Albania | Cronologia completa delle presenze e delle reti in nazionale ― Albania | Cronologia completa delle presenze e delle reti in nazionale ― Albania |
| Data                                                                   | Città                                                                  | In casa                                                                | Risultato                                                              | Ospiti                                                                 | Competizione                                                           | Reti                                                                   | Note                                                                   |
| ---------------------------------------------------------------------- | ---------------------------------------------------------------------- | ---------------------------------------------------------------------- | ---------------------------------------------------------------------- | ---------------------------------------------------------------------- | ---------------------------------------------------------------------- | ---------------------------------------------------------------------- | ---------------------------------------------------------------------- |
| 22-5-2012                                                              | Madrid                                                                 | Qatar                                                                  | 1 – 2                                                                  | Albania                                                                | Amichevole                                                             | -                                                                      |                                                                        |
| 27-5-2012                                                              | Istanbul                                                               | Albania                                                                | 1 – 0                                                                  | Iran                                                                   | Amichevole                                                             | -                                                                      |                                                                        |
| 15-8-2012                                                              | Tirana                                                                 | Albania                                                                | 0 – 0                                                                  | Moldavia                                                               | Amichevole                                                             | -                                                                      | 89’                                                                    |
| 7-9-2012                                                               | Tirana                                                                 | Albania                                                                | 3 – 1                                                                  | Cipro                                                                  | Qual. Mondiali 2014                                                    | -                                                                      |                                                                        |
| 11-9-2012                                                              | Lucerna                                                                | Svizzera                                                               | 2 – 0                                                                  | Albania                                                                | Qual. Mondiali 2014                                                    | -                                                                      |                                                                        |
| 12-10-2012                                                             | Tirana                                                                 | Albania                                                                | 1 – 2                                                                  | Islanda                                                                | Qual. Mondiali 2014                                                    | -                                                                      | 90’                                                                    |
| 16-10-2012                                                             | Tirana                                                                 | Albania                                                                | 1 – 0                                                                  | Slovenia                                                               | Qual. Mondiali 2014                                                    | -                                                                      |                                                                        |
| 14-11-2012                                                             | Lancy                                                                  | Albania                                                                | 0 – 0                                                                  | Camerun                                                                | Amichevole                                                             | -                                                                      |                                                                        |
| 22-3-2013                                                              | Oslo                                                                   | Norvegia                                                               | 0 – 1                                                                  | Albania                                                                | Qual. Mondiali 2014                                                    | -                                                                      |                                                                        |
| 26-3-2013                                                              | Tirana                                                                 | Albania                                                                | 4 – 1                                                                  | Lituania                                                               | Amichevole                                                             | -                                                                      |                                                                        |
| 7-6-2013                                                               | Tirana                                                                 | Albania                                                                | 1 – 1                                                                  | Norvegia                                                               | Qual. Mondiali 2014                                                    | -                                                                      |                                                                        |
| 14-8-2013                                                              | Tirana                                                                 | Albania                                                                | 2 – 0                                                                  | Armenia                                                                | Amichevole                                                             | -                                                                      | 46’                                                                    |
| 11-10-2013                                                             | Tirana                                                                 | Albania                                                                | 1 – 2                                                                  | Svizzera                                                               | Qual. Mondiali 2014                                                    | -                                                                      |                                                                        |
| 15-10-2013                                                             | Strovolos                                                              | Cipro                                                                  | 0 – 0                                                                  | Albania                                                                | Qual. Mondiali 2014                                                    | -                                                                      | 88’                                                                    |
| 5-3-2014                                                               | Durazzo                                                                | Albania                                                                | 2 – 0                                                                  | Malta                                                                  | Amichevole                                                             | -                                                                      |                                                                        |
| 4-6-2014                                                               | Budapest                                                               | Ungheria                                                               | 1 – 0                                                                  | Albania                                                                | Amichevole                                                             | -                                                                      |                                                                        |
| 8-6-2014                                                               | Serravalle                                                             | San Marino                                                             | 0 – 3                                                                  | Albania                                                                | Amichevole                                                             | 1                                                                      |                                                                        |
| 7-9-2014                                                               | Aveiro                                                                 | Portogallo                                                             | 0 – 1                                                                  | Albania                                                                | Qual. Euro 2016                                                        | -                                                                      | 67’                                                                    |
| 11-10-2014                                                             | Elbasan                                                                | Albania                                                                | 1 – 1                                                                  | Danimarca                                                              | Qual. Euro 2016                                                        | -                                                                      |                                                                        |
| 14-10-2014                                                             | Belgrado                                                               | Serbia                                                                 | 0 – 3 tav                                                              | Albania                                                                | Qual. Euro 2016                                                        | -                                                                      |                                                                        |
| 14-11-2014                                                             | Rennes                                                                 | Francia                                                                | 1 – 1                                                                  | Albania                                                                | Amichevole                                                             | 1                                                                      |                                                                        |
| 18-11-2014                                                             | Genova                                                                 | Italia                                                                 | 1 – 0                                                                  | Albania                                                                | Amichevole                                                             | -                                                                      |                                                                        |
| 29-3-2015                                                              | Elbasan                                                                | Albania                                                                | 2 – 1                                                                  | Armenia                                                                | Qual. Euro 2016                                                        | 1                                                                      |                                                                        |
| 26-3-2016                                                              | Vienna                                                                 | Austria                                                                | 2 – 1                                                                  | Albania                                                                | Amichevole                                                             | -                                                                      |                                                                        |
| 29-5-2016                                                              | Hartberg                                                               | Albania                                                                | 3 – 1                                                                  | Qatar                                                                  | Amichevole                                                             | -                                                                      |                                                                        |
| 3-6-2016                                                               | Bergamo                                                                | Albania                                                                | 1 – 3                                                                  | Ucraina                                                                | Amichevole                                                             | -                                                                      | 43’                                                                    |
| 11-6-2016                                                              | Lens                                                                   | Albania                                                                | 0 – 1                                                                  | Svizzera                                                               | Euro 2016 - 1º turno                                                   | -                                                                      | 90+2’                                                                  |
| 15-6-2016                                                              | Marsiglia                                                              | Francia                                                                | 2 – 0                                                                  | Albania                                                                | Euro 2016 - 1º turno                                                   | -                                                                      |                                                                        |
| 19-6-2016                                                              | Lione                                                                  | Romania                                                                | 0 – 1                                                                  | Albania                                                                | Euro 2016 - 1º turno                                                   | -                                                                      |                                                                        |
| 31-8-2016                                                              | Scutari                                                                | Albania                                                                | 0 – 0                                                                  | Marocco                                                                | Amichevole                                                             | -                                                                      | cap.                                                                   |
| 5-9-2016                                                               | Scutari                                                                | Albania                                                                | 2 – 1                                                                  | Macedonia                                                              | Qual. Mondiali 2018                                                    | -                                                                      |                                                                        |
| 6-10-2016                                                              | Vaduz                                                                  | Liechtenstein                                                          | 0 – 2                                                                  | Albania                                                                | Qual. Mondiali 2018                                                    | -                                                                      | cap.                                                                   |
| 9-10-2016                                                              | Scutari                                                                | Albania                                                                | 0 – 2                                                                  | Spagna                                                                 | Qual. Mondiali 2018                                                    | -                                                                      | 70’                                                                    |
| 12-11-2016                                                             | Elbasan                                                                | Albania                                                                | 0 – 3                                                                  | Israele                                                                | Qual. Mondiali 2018                                                    | -                                                                      |                                                                        |
| 4-6-2017                                                               | Lussemburgo                                                            | Lussemburgo                                                            | 2 – 1                                                                  | Albania                                                                | Amichevole                                                             | -                                                                      | cap.                                                                   |
| 11-6-2017                                                              | Haifa                                                                  | Israele                                                                | 0 – 3                                                                  | Albania                                                                | Qual. Mondiali 2018                                                    | -                                                                      | cap.                                                                   |
| 2-9-2017                                                               | Elbasan                                                                | Albania                                                                | 2 – 0                                                                  | Liechtenstein                                                          | Qual. Mondiali 2018                                                    | -                                                                      |                                                                        |
| 5-9-2017                                                               | Strumica                                                               | Macedonia                                                              | 1 – 1                                                                  | Albania                                                                | Qual. Mondiali 2018                                                    | -                                                                      | 37’                                                                    |
| 9-10-2017                                                              | Scutari                                                                | Albania                                                                | 0 – 1                                                                  | Italia                                                                 | Qual. Mondiali 2018                                                    | -                                                                      |                                                                        |
| 13-11-2017                                                             | Adalia                                                                 | Turchia                                                                | 2 – 3                                                                  | Albania                                                                | Amichevole                                                             | -                                                                      |                                                                        |
| 26-3-2018                                                              | Elbasan                                                                | Albania                                                                | 0 – 1                                                                  | Norvegia                                                               | Amichevole                                                             | -                                                                      | 83’                                                                    |
| 29-5-2018                                                              | Zurigo                                                                 | Albania                                                                | 0 – 3                                                                  | Kosovo                                                                 | Amichevole                                                             | -                                                                      | 68’                                                                    |
| 3-6-2018                                                               | Évian-les-Bains                                                        | Albania                                                                | 1 – 4                                                                  | Ucraina                                                                | Amichevole                                                             | -                                                                      |                                                                        |
| 7-9-2018                                                               | Elbasan                                                                | Albania                                                                | 1 – 0                                                                  | Israele                                                                | UEFA Nations League 2018-2019 - 1º turno                               | -                                                                      | 84’                                                                    |
| 10-10-2018                                                             | Elbasan                                                                | Albania                                                                | 0 – 0                                                                  | Giordania                                                              | Amichevole                                                             | -                                                                      | cap. 56’                                                               |
| 14-10-2018                                                             | Be'er Sheva                                                            | Israele                                                                | 2 – 0                                                                  | Albania                                                                | UEFA Nations League 2018-2019 - 1º turno                               | -                                                                      | cap.                                                                   |
| 17-11-2018                                                             | Scutari                                                                | Albania                                                                | 0 – 4                                                                  | Scozia                                                                 | UEFA Nations League 2018-2019 - 1º turno                               | -                                                                      | cap. 21’, 21’                                                          |
| 20-11-2018                                                             | Elbasan                                                                | Albania                                                                | 1 – 0                                                                  | Galles                                                                 | Amichevole                                                             | -                                                                      | cap.                                                                   |
| 11-6-2019                                                              | Elbasan                                                                | Albania                                                                | 2 – 0                                                                  | Moldavia                                                               | Qual. Euro 2020                                                        | -                                                                      | cap.                                                                   |
| 7-9-2019                                                               | Saint-Denis                                                            | Francia                                                                | 4 – 1                                                                  | Albania                                                                | Qual. Euro 2020                                                        | -                                                                      | cap.                                                                   |
| Totale                                                                 |                                                                        | Presenze (18º posto)                                                   | 50                                                                     |                                                                        | Reti (24º posto)                                                       | 3                                                                      |                                                                        |

| Cronologia completa delle presenze e delle reti in nazionale ― Germania under 21 | Cronologia completa delle presenze e delle reti in nazionale ― Germania under 21 | Cronologia completa delle presenze e delle reti in nazionale ― Germania under 21 | Cronologia completa delle presenze e delle reti in nazionale ― Germania under 21 | Cronologia completa delle presenze e delle reti in nazionale ― Germania under 21 | Cronologia completa delle presenze e delle reti in nazionale ― Germania under 21 | Cronologia completa delle presenze e delle reti in nazionale ― Germania under 21 | Cronologia completa delle presenze e delle reti in nazionale ― Germania under 21 |
| Data                                                                             | Città                                                                            | In casa                                                                          | Risultato                                                                        | Ospiti                                                                           | Competizione                                                                     | Reti                                                                             | Note                                                                             |
| -------------------------------------------------------------------------------- | -------------------------------------------------------------------------------- | -------------------------------------------------------------------------------- | -------------------------------------------------------------------------------- | -------------------------------------------------------------------------------- | -------------------------------------------------------------------------------- | -------------------------------------------------------------------------------- | -------------------------------------------------------------------------------- |
| 21-2-2007                                                                        | Reutlingen                                                                       | Germania under 21                                                                | 0 – 0                                                                            | Italia under 21                                                                  | Amichevole                                                                       | -                                                                                | 67’                                                                              |
| 31-3-2009                                                                        | Paderborn                                                                        | Germania under 21                                                                | 1 – 1                                                                            | Bielorussia under 21                                                             | Amichevole                                                                       | -                                                                                |                                                                                  |
| Totale                                                                           |                                                                                  | Presenze                                                                         | 2                                                                                |                                                                                  | Reti                                                                             | 0                                                                                |                                                                                  |

## Palmarès

### Club

#### Competizioni nazionali
- Campionato tedesco di seconda divisione: 1

Greuther Fürth: 2011-2012